# Vlad Filat

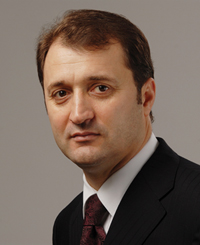
Vlad Filat

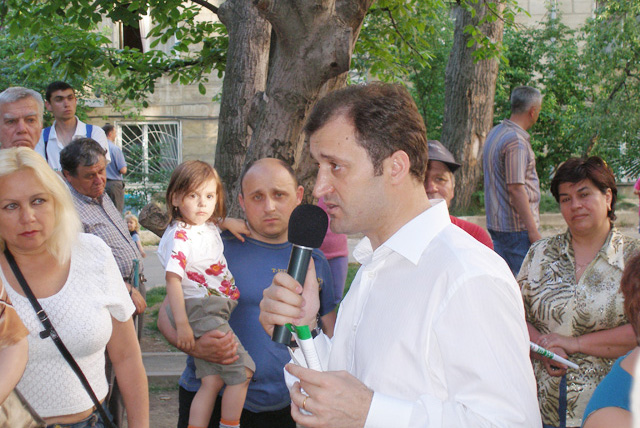
Vlad Filat im Wahlkampf 2009

Vladimir „Vlad“ Filat (kyrillisch Влад Филат; * 6. Mai 1969 in Lăpușna, Rajon Hîncești) ist ein moldauischer Politiker und Unternehmer. Er ist Vorsitzender der Partidul Liberal Democrat din Moldova (PLDM; deutsch Liberaldemokratische Partei Moldaus) und war vom 25. September 2009 bis zum 5. März 2013 Premierminister der Republik Moldau. Vom 28. bis zum 30. Dezember 2010 war er kommissarisch Präsident Moldaus.

## Biographie
Nach Abschluss der Schule in seinem Geburtsort leistete Vlad Filat von 1987 bis 1989 seinen Wehrdienst in der Sowjetarmee ab. Von 1990 bis 1994 studierte er Rechtswissenschaften an der Juristischen Fakultät der Universität Alexandru Ioan Cuza Iași in Rumänien.
Nach seinem Studium blieb Filat zunächst in Iași und war dort in der Privatwirtschaft tätig. 1998 kehrte er nach Moldau zurück, wo er zum Generaldirektor des Amtes für Privatisierung und Verwaltung von Staatseigentum wurde. In dieser Zeit fiel sein Name im Zusammenhang mit mehreren Skandalen. So soll unter seiner Federführung mehrfach Staatsbesitz zu Preisen weit unter Marktwert sowie ohne vorherige Ausschreibung veräußert worden sein. 1998 ermittelten rumänische Strafverfolgungsbehörden gegen Filat wegen gewerbsmäßigem Zigarettenschmuggel in großem Maßstab. Die Ermittlungen wurden jedoch bald wieder eingestellt, vermutlich wegen Filats Ernennung zum Minister.
Von März bis November 1999 war er Staatsminister in der moldauischen Regierung. Im Jahr 2000 wurde er zum Vorsitzenden der Partidul Democrat din Moldova (deutsch Demokratische Partei Moldaus) gewählt, für die er nach den Wahlen 2005 ins Parlament einzog. Bei den Kommunalwahlen 2007 trat er erfolglos als Bürgermeisterkandidat in der Hauptstadt Chișinău an. Er erreichte 8,3 % der Stimmen. Im September 2007 verließ Vlad Filat seine bisherige Partei und wurde im Dezember des Jahres zum ersten Vorsitzenden der neu gegründeten PLDM gewählt.
Nach den Parlamentswahlen im April 2009 beteiligte sich Filat gemeinsam mit den Führern der anderen Oppositionsparteien an den Protesten gegen die regierenden Kommunisten, denen Wahlfälschung vorgeworfen wurde.
Die Neuwahlen im Juli 2009 brachten eine knappe Parlamentsmehrheit der westlich orientierten liberalen und konservativen Parteien. Sie schlossen sich zu der Allianz für Europäische Integration zusammen. Der neu gewählte Parlamentspräsident Mihai Ghimpu schlug in seiner Funktion als kommissarisches Staatsoberhaupt am 17. September 2009 Vlad Filat für das Amt des Ministerpräsidenten vor. Dieser wurde am 25. September vom Parlament zum neuen Regierungschef gewählt. Nach den Parlamentswahlen vom 28. November 2010 konnte die Allianz für Europäische Integration ihre Mehrheit von 53 auf 59 Sitze ausbauen, Filat wurde in seinem Amt bestätigt.
Am 5. März 2013 sprachen ihm 54 der 101 Abgeordneten des Parlaments das Misstrauen aus. Seine erneute Beauftragung mit der Regierungsbildung am 10. April 2013 durch Präsident Nicolae Timofti wurde vom Verfassungsgericht für verfassungswidrig erklärt. Sein kommissarischer Nachfolger wurde daraufhin Außenminister Iurie Leancă.
Als Leancă bei einer Vertrauensabstimmung am 12. Februar 2015 scheiterte, sahen Journalisten und Vertreter der Opposition unter anderem Vlad Filat als Initiatoren und Nutznießer dieses Ereignisses. Ziel sei es gewesen, die von Leancă angestrebten Reformen und Maßnahmen zur Korruptionsbekämpfung zu verhindern. FAZ-Korrespondent Karl-Peter Schwarz bezeichnete Filat in diesem Zusammenhang als einen der reichsten und skrupellosesten Unternehmer des Landes.
Am 15. Oktober 2015 wurde Filat, der bis dahin Abgeordneter war, seine parlamentarische Immunität entzogen. Ihm wird vorgeworfen, in das Verschwinden von einer Milliarde Euro aus dem moldauischen Bankensystem verwickelt zu sein. Einsatzbeamte der Antikorruptionsbehörde nahmen Filat direkt nach der Abstimmung in Untersuchungshaft. Am 27. Juni 2016 wurde Filat wegen seiner Beteiligung an der Veruntreuung von insg. 1 Mrd. Dollar (ca. 903 Mio. Euro) bei drei Banken zu neun Jahren Gefängnis verurteilt.